# Šahdarski greben
Šahdarski greben (rus. Шахдаринский хребет) je planinski lanac u Tadžikistanu, dio planinskog sustava Pamir.
Greben se nalazi na krajnjem jugozapadu Pamira u tadžikistanskoj autonomnoj pokrajini Gorno-Badahšan. Proteže se otprilike u smjeru istok-zapad između rijeke Šahdare na sjeveru i rijeka DarshayDara, Ishkashim i Panj na granici s Afganistanom na jugu, odvajajući slivove obiju rijeka i dižući se prema Vrhu Majakovskog (6096 m) na zapadu i Vrh Karla Marxa (6726 m) na istoku. Ostali visoki vrhovi lanca su vrh Tadžikistan (6565 m) i Vrh Engelsa (6510 m).
Planina je svoje ime dobila po rijeci Šahdari.
- Vrh Karla Marxa (6726 m)
- Vrh Engelsa (6510 m)

## Vanjske poveznice
|  | Zajednički poslužitelj ima još gradiva o temi Šahdarski greben |